# O sole mio (film, 1924)
Pour plus de détails, voir Fiche technique et Distribution.
O sole mio (This Woman) est un film américain réalisé par Phil Rosen, sorti en 1924.

## Synopsis
Face à la pauvreté, Carol Drayton une chanteuse, tente de se suicider mais est sauvée par Rose, une jeune femme de la rue qui lui achète un repas dans un café douteux. Gordon Duane, un homme riche les rejoint, l'endroit est perquisitionné, Duane ment à propos de Carol. Elle est arrêtée et va en prison sous un nom d'emprunt. Libérée, elle erre dans la rue sans le sou. Bobby Bleecker en état d'ébriété la paie pour chanter devant la maison de sa chérie Aline Sturdevant. Stratini, un célèbre imprésario, est charmé par sa voix et lui propose de lui enseigner, et elle devient la protégée des riches Sturdevants. 
Le majordome trouve sa sortie de prison et vole un collier, cherchant à la forcer à l'aider. Bobby vient à la rescousse, apprend la vérité mais reste maman. Whitney Duane tombe amoureuse de Carol, mais doute d'elle à cause des commérages. Carol rencontre Rose qui est en panne et emprunte de l'argent à Bobby pour l'aider. Cela rend la chérie de Bobby, Aline, jalouse. Gordon Duane  revient de l'étranger. Pour clarifier les choses, Carol raconte son histoire impliquant Duane. Elle se prépare à partir, mais Stratini, qui a toujours cru en elle, reste à ses côtés et Carol lui fait admettre qu'il l'aime.

## Fiche technique
- Titre original : This Woman
- Titre français : O sole mio
- Réalisation : Phil Rosen
- Scénario : Louis D. Lighton (en) et Hope Loring (en) d'après le roman de Howard Rockey
- Photographie : H. Lyman Broening
- Société de production : Warner Bros.
- Pays de production : États-Unis
- Format : Noir et blanc - 1,33:1 - Film muet
- Genre : drame
- Date de sortie : 1924

## Distribution
- Irene Rich : Carol Drayton
- Ricardo Cortez : Whitney Duane
- Louise Fazenda : Rose
- Frank Elliott : Gordon Duane
- Creighton Hale : Bobby Bleedon
- Marc McDermott : Stratini
- Helen Dunbar : Mrs. Sturdevant
- Clara Bow : Aline Sturdevant
- Otto Hoffman : Judson